# عزلة الاهمول (تعز)

تعديل مصدري - تعديل

عزلة الاهمول هي إحدى عزل مديرية موزع في محافظة تعز اليمنية ويبلغ تعداد سكانها 10585 نسمة حسب التعداد السكاني في اليمن لعام 2004.